# Панталоны
Но панталоны, фрак, жилет,

Всех этих слов на русском нет;
Пантало́ны (фр. pantalon — «паяц, шут», по имени персонажа комедии дель арте Панталоне, носившего широкие штаны) — поясная одежда, покрывающая нижнюю часть туловища и верхние части ног по отдельности и надеваемая непосредственно на тело, нательное бельё.
Панталоны появились в XVI веке в Венеции, пользовались большим успехом у куртизанок и были раскритикованы церковью. Панталоны поддевали с XVII века профессиональные танцовщицы, Людовик XV повелел актрисам и танцовщицам носить нижнее бельё. В начале XIX века воспитанниц английских пансионов обязали заниматься гимнастикой в специальных трусах длиной до середины икры, затем панталоны распространились с модой на кринолины, которые, задираясь, демонстрировали то, что не было предназначено для посторонних глаз. В Викторианскую эпоху панталоны под кринолинами представляли собой два не сшитых между собой полотна, которые пришивали к поясу и стягивали внизу оборкой или тесьмой. Такие панталоны прикрывали ноги и оставляли промежность и ягодицы открытыми для удобства отправления естественных надобностей. На рубеже XIX и XX веков панталоны стали сшивать между ног, а сзади для удобства оставляли клапан. Таким образом, у панталон появился своего рода поясок-планка, с застёжкой на боку. Панталоны распространились также благодаря новым модным танцам второй половины XIX века — канкану и шаю, во время которых задирались юбки и высоко поднимались ноги. Женские белые панталоны с разрезом и кружевами на уровне колена эротизировались и вскоре вошли в знаковую систему Прекрасной эпохи. Символ парижских удовольствий, они появлялись на афишах, юмористических рисунках, в рекламе. В 1920-е годы с модой на короткие и узкие юбки панталоны укоротились.
Панталоны для девочек в начале XX века носились на лямках-помочах или пристёгивались к лифчику.
В СССР в 1950-х годах (согласно Товарному словарю 1959 года и руководствам по кройке и шитью) панталоны относились к женскому и детскому белью и выпускались из шёлкового, хлопчатобумажного и шерстяного трикотажа и бельевых тканей (шёлка, шифона, мадаполама, батиста, полотна; а зимние — из бязи, фланели, бумазеи и т. п.). Трикотажные панталоны имелись в трёх типах: длинные (с низом ножек на резинке или манжете), короткие и панталоны-трусы, тканевые панталоны — простые типа трусов и широкие, похожие на юбку. Панталоны поступали в розничную продажу в виде штучных изделий или в гарнитурах с сорочками, комбинациями или ночными сорочками.
Во второй четверти XIX века в русском литературном языке для панталон и кальсон распространился эвфемизм-калька «невыразимые» или «инекспресибли», которому в других языках соответствовали англ. inexpressibles и нем. Unaussprechliche. Л. А. Глинкина относит слово «панталоны» на начало XXI века в русском языке к забытым и трудным. На рубеже XX—XXI веков оно приобрело ярко выраженную насмешливую оценку, которая пока не помечена в толковых словарях, но легко обнаруживается в контекстах.
В XIX веке в России панталонами на французский манер именовались также мужские длинные штаны навыпуск без заглаженной складки, позднее для этого предмета одежды распространилось слово «брюки». Мужское нательное поясное бельё, покрывающее по отдельности ноги до ступней, называется «кальсоны». Мужские панталоны (именно в значении «длинные мужские штаны») вошли в моду во Франции в конце XVIII века после Французской революции благодаря инкруайаблям, которые отказались от дворянской привилегии носить короткие кюлоты и заимствовали элементы народного костюма. Воздействие Европы на русскую моду усилилось с первых дней царствования Александра I. По словам Ф. Ф. Вигеля, не прошло и двух дней после известия о кончине Павла, как почувствовавшая волю молодёжь переоделась в панталоны, фраки, жилеты и круглые шляпы. Длинные панталоны, предшественники брюк, распространились в гражданском мужском гардеробе в России в 1820-х годах, сменив короткие штаны с чулками. Они держались на подтяжках и оканчивались внизу штрипками, что позволяло избегать складок. Сначала панталоны заправляли в сапоги, затем стали носить навыпуск, светлые панталоны шокировали светскую публику тем, что напоминали крестьянские порты. В Петербурге моду на панталоны окрестили американской и связывали по разным версиям с П. П. Свиньиным, неким американцем Бэготом и герцогом Артуром Веллингтоном. В 1830-е годы вошли в моду клетчатые панталоны, что стало данью увлечения историческими романами Вальтера Скотта, к середине XIX века вошли в моду панталоны в чёрную или серую полоску. С другой же стороны панталоны использовались в обмундировании русской армии ещё в 1800-1810-е годы. Так, ещё 26 мая 1802 года белые панталоны были введены для нижних чинов морских батальонов РИФ, а 2 мая и 1 октября 1803 года — для офицерско-адмиральского состава флота и для офицеров Морского кадетского корпуса соответственно. Помимо белых панталон, для офицеров, адмиралов и кадетов также вводились рабочие панталоны зелёного цвета. Интересно, что по воспоминаниям Петра Вяземского, когда примерно в 1818-1819 годах он увидел приехавшего в Москву на бал к М. И. Корсаковой петербуржца в панталонах навыпуск, его знакомый, Александр Офросимов, сравнил панталоны с матросскими штанами: «Что ты за штуку тут выкидываешь? Ведь тебя приглашали на бал танцевать, а не на мачту лазить; а ты вздумал нарядиться матросом». Термин же «панатлоны» упоминается в руководстве «Выгодное кроение амуничных вещей» 1818 года за авторством портного Василия Хорунжевского, занимавшегося изготолвением военной формы, и получившего звание Главного закройщика армии. Согласно руководству, армейские панталоны изготовлялись из моченого сукна.
- Мужские штаны-панталоны, 1830-1840-е гг. Из собрания Метрополитен-музея (Нью-Йорк)
- Женские панталоны, 1850-е гг. Тот же музей
- Женские панталоны, 1890-1910-е годы. Из собрания Амстердамского исторического музея
- Женские панталоны, 1916 г. Из собрания Национального музея Австралии